# Bu Tilimit
Bu Tilimit (arab. بوتلميت, fr. Boutilimit) – miasto w południowej Mauretanii, w regionie At-Tarariza przy trasie Route de l'Espoir ok. 160 kilometrów na wschód od Nawakszutu. Mieszka tu 42 262 osób (dane szacunkowe z 2013 roku).
Bu Tilimit powstało w XIX wieku jako centrum islamskiej edukacji religijnej. Do dziś działa tu medresa, dzięki której miasto nie straciło na znaczeniu mimo postępującego pustynnienia, zmuszającego mieszkańców do migracji do stolicy. Przechowywany tu cenny zbiór średniowiecznych manuskryptów pod względem zasobności ustępuje w kraju tylko zbiorom szkoły koranicznej w Szinkicie.
Miasto i okoliczne osiedla słyną też z wyrobów rzemiosła ręcznego, zwłaszcza tkackich. W mieście zachowały się ponadto ruiny starego francuskiego fortu.

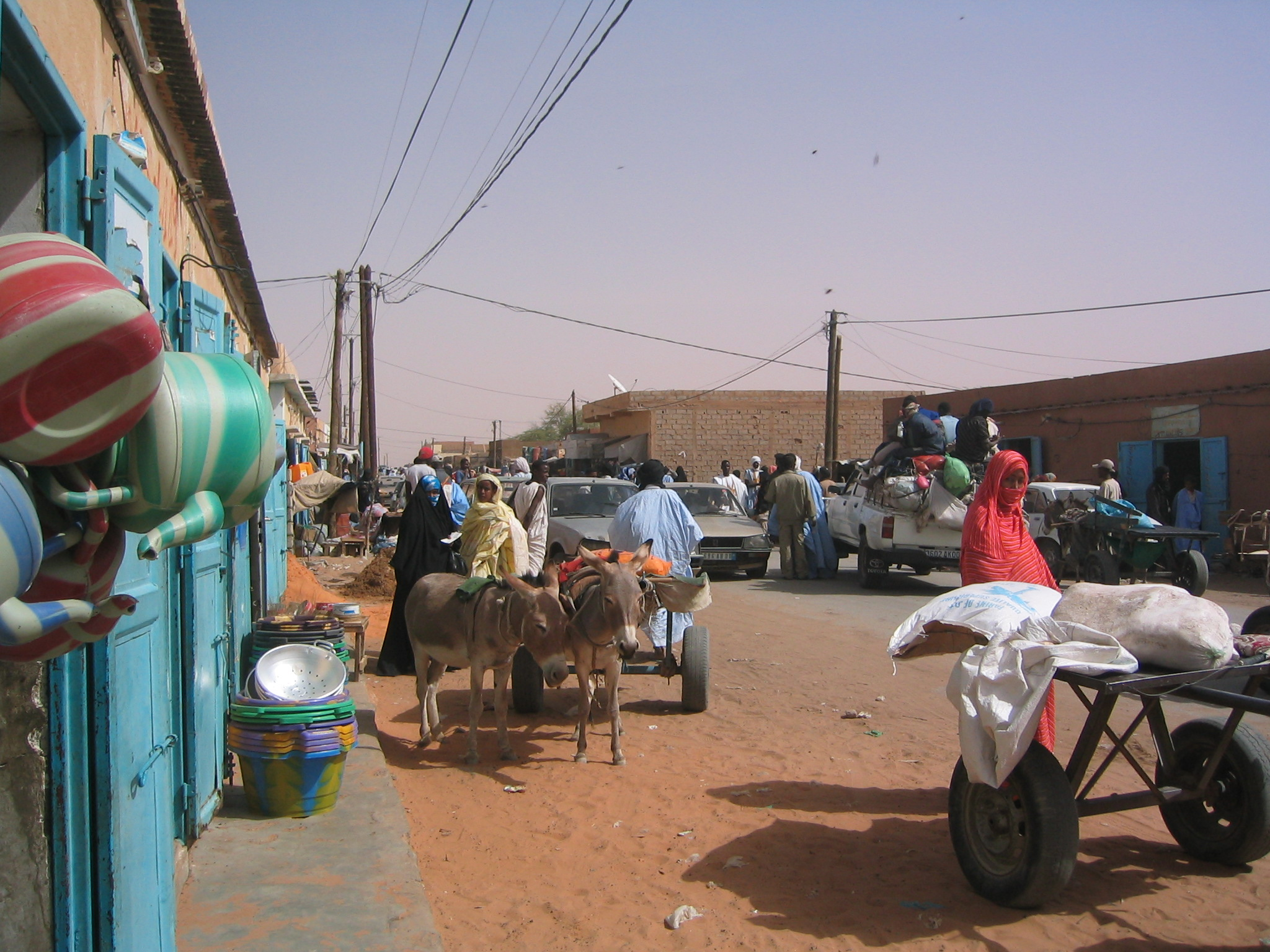
Ulica w Bu Tilimit